# Sant Pol de Mar
Sant Pol de Mar és una vila i municipi de la comarca del Maresme, a la província de Barcelona, situat al litoral, entre Calella i Canet de Mar, a Catalunya. Deu el seu origen, així com el nom, a l'Ermita de Sant Pau del segle x. Els divendres hi té lloc el mercat setmanal.

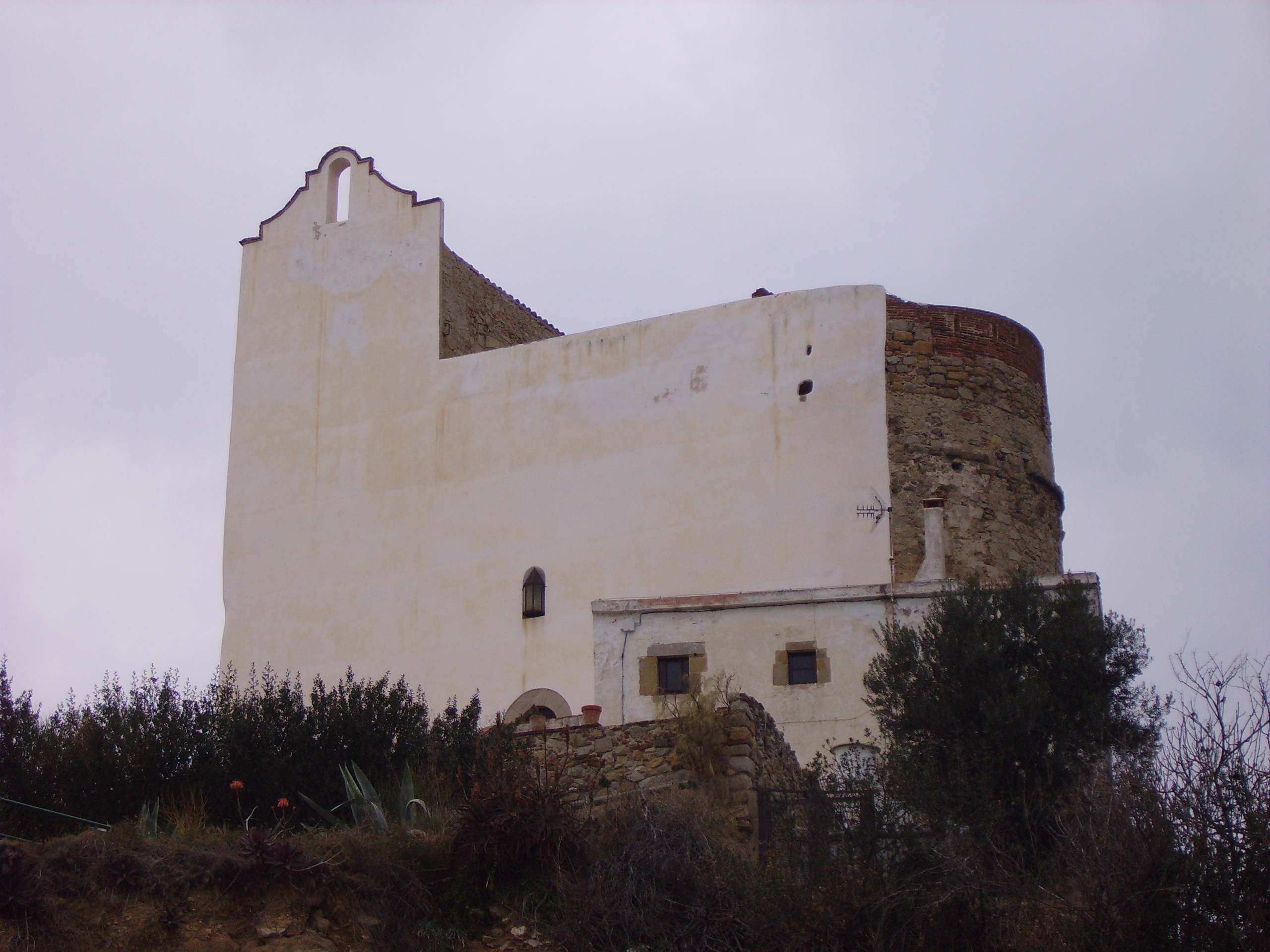
Ermita de Sant Pau

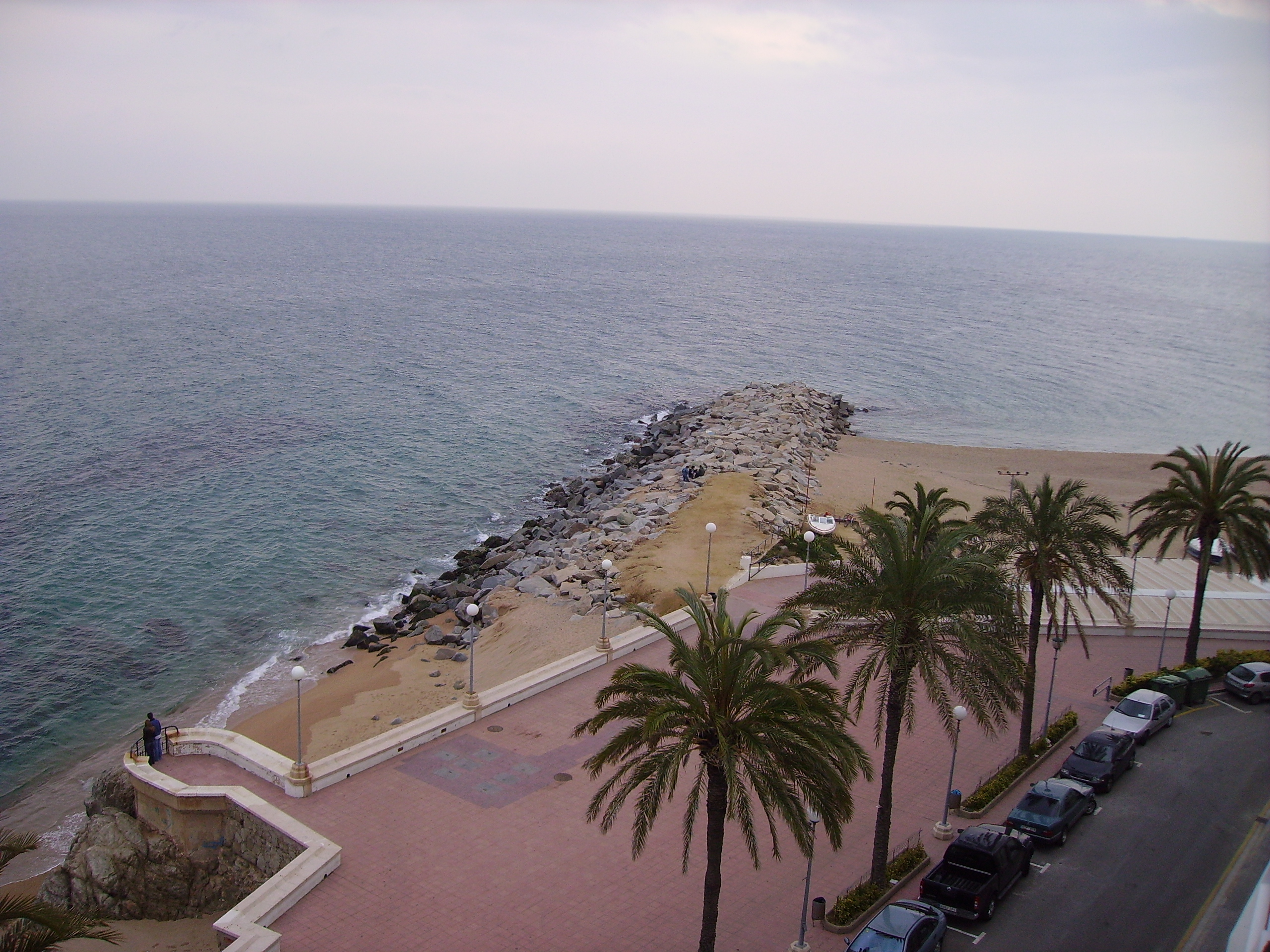
Vista de la costa de Sant Pol amb una àrea de passeig marítim

| Entitat de població      | Habitants (2024) |
| Sant Pol de Mar          | 4.329            |
| Can Villar               | 364              |
| Urbapol                  | 347              |
| Can Valmanya             | 149              |
| el Morer                 | 146              |
| el Casarell              | 104              |
| les Roques Blanques      | 90               |
| Bellavista i Bellaguarda | 63               |
| Jardins de Sant Pol      | 59               |
| el Farell                | 55               |
| Marina                   | 49               |
| el Sot de Golinons       | 28               |
| Can Roca                 | 27               |
| Polígon Industrial       | 0                |
| Font: Idescat            |                  |

## Geografia
- Llista de topònims de Sant Pol de Mar (Orografia: muntanyes, serres, collades, indrets..; hidrografia: rius, fonts...; edificis: cases, masies, esglésies, etc).

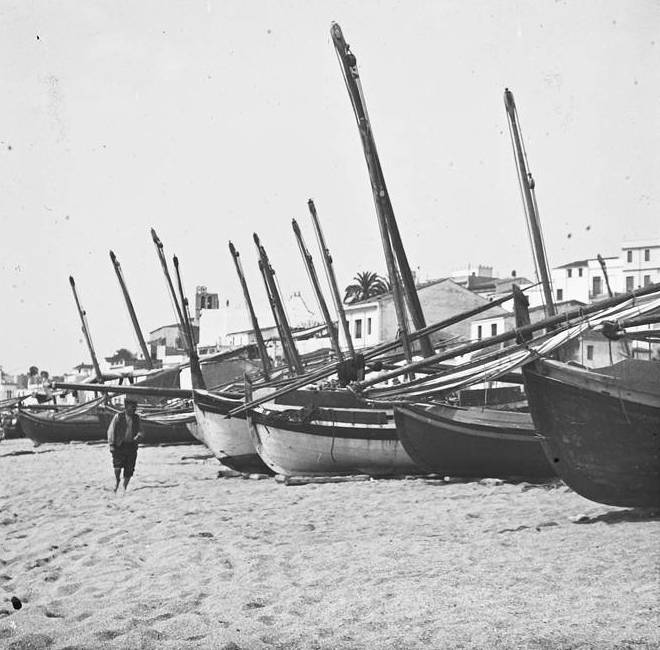
Platja a Sant Pol l'any 1912

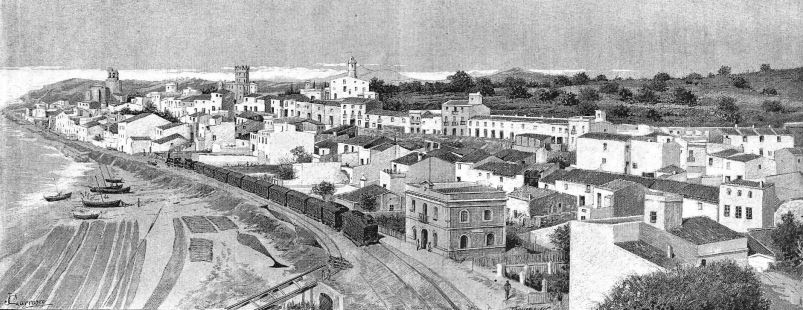
Sant Pol cap al 1890

Els límits del terme municipal són:
|              | Sant Cebrià de Vallalta | Calella          |
|              |                         |                  |
| Canet de Mar |                         | Mar Mediterrània |

## Història

### Època romana
El Jaciment del Morè fou un centre de producció vitivinícola que incloïa tant les estances per produir el vi com també els forns i les instal·lacions per a la producció d'àmfores i envasament del vi. Les excavacions fetes en aquest jaciment el daten entre els segles I aC i V dC.

### Període visigot
Entre els segles v i vi, cavallers coptes procedents d'Egipte van establir-se en una casa de recolliment i oració a la desembocadura de la riera de Vallalta, que formava un port natural. Van posar aquest monestir benedictí sota l'advocació de Sant Pol, en una zona propera a dues vil·les romanes que seguien amb la seva activitat agrícola. El monestir fou destruït, al final del període, amb la invasió islàmica.

### Primer període franc
Amb la conquesta franca i la recuperació del domini cristià, el monestir va ser reconstruït i s'hi instal·là una comunitat. El 950 consta en un document de donació. Tanmateix, a principis del s. XI entra en decadència, fet que va portar Ermessenda a cedir-lo el 1048 a Víctor de Marsella; el 1053 consta documentalment la seva situació de misèria. L'any 1068 va ser cedit al Monestir de Sant Honorat de Lerins per refundar-lo, reconstruir-lo i establir-hi una nova comunitat.

### La Batalla de les Illes Formigues
La Batalla de les illes Formigues va tenir lloc el 28 d'agost de 1285, quan l'almirall de la flota catalanoaragonesa, Roger de Llúria, al costat dels almiralls Ramon Marquet i Berenguer Mallol, va iniciar un enfrontament naval decisiu contra la flota del rei de França, Felip III l'Ardit. Aquest episodi es recull a les cròniques de Pere el Gran de Bernat Desclot, on es menciona també la vila de Sant Pol de Marcom a lloc de reparació de les galeres catalanes abans de la batalla.
Després de varis combats victoriosos de les galeres del rei d'Aragó contra galeres franceses, les forces de Llúria es van reagrupar a Barcelona. Posteriorment, onze galeres catalanes van navegar cap a Sant Pol de Mar, on un prior traïdor va informar els francesos de la presència de les galeres catalanes en reparació. Com a resposta, el rei de França va preparar un atac amb vint-i-cinc galeres per capturar-les.
«Barons, gran vergonya devets haver tuyt ensemps, car onze galeres de Pere d'Arago, qui eren armades de vils gents e mal arreades, desbarataren l'altre jorn vint e quatre galeres de les nostres; e fogis vosaltres que y erets, e venços vos per aquella vil gent. Per que, haguera gran sospita, si Pere d'Arago fos rich hom, que no haguessets pres son servey. Mas yo creu que no sia flaquea de cor vostre; per que no es mester que axis faça d'uy mes; car devets saber que jo he hagut missatge de hun prior de Sent Pol, que aqui, devant lo seu monestir, son vengudes deu galeres de Pere d'Arago, qui son en terra per espalmar, e han hi estat be dos jorns. Don vos dich e us man, que ab aquestes vint e cinch galeres anets a aquelles; e, si les sabiets seguir per lo mon, null temps no tornets aci tro que les me amenets preses ab los homens que y son. E no occiats los homens, si guardarvos en podets; car mes valra, que puix los justiciarem a nostra voluntat els retam guardo dels mals quens han fet. E sapiats per cert que, si null temps tornats devant mi menys de les galeres preses, tots quants ne puxa aconseguir de vosaltres los fare penjar en hun pal; car gran vergonya es deu galeres estorcer vint e cinch galeres, arreades axi com aquestes que yo us llivre. -Senyor, dixeren los almiralls, tot ço que vos deyts, deyts veritat; e atorgam vos ho, que gran desaventura es nostra; car axins desbarataren l'altre jorn les galeres de Pere d'Arago. Mas ara, pus axi es, o morrem tots, o, ans que vinguen sis jorns, havrem aci amenades preces aquelles galeres que vos deyts que son a Sent Pol. E d'aço no cal mes parlar, que, o tots hi morrem, o nos les vos aportarem aci». 
No obstant això, Roger de Llúria, amb el suport de trenta galeres de reforç procedents de Sicília, va unir-se amb les deu galeres catalanes a Sant Pol, sumant un estol de quaranta galeres i vuitanta veles en total. Durant la nit, amb l'ajuda dels ballesters i els almogàvers, les forces catalanoaragoneses van encerclar i derrotar completament l'estol francès.
Ab tant les galeres del rey d'Arago van tocar les trompes e los tabals, e cridaren a grans crits: «Arago! Arago!». E els de les galeres del rey de França qui u oyren, cridaren atressi: «Arago! Arago!» per tal que nols poguessen conexer, ne quals eren hunes galeres, ne quals eren les altres. Els Cecilians que u oyren cridaren: «Cecilia! Cecilia!». E els Prohençals qui eren en les galeres del rey de França cridaren atressi: «Cecilia! Cecilia!» axi que, quant foren tots mesclats, no podien bonament conexer quals eren del rey d'Arago ne quals eren del rey de França. E En Roger qui veu aço feu encendre en les galeres qui eren del rey de Arago hun faro en la popa de cascuna galera. E els Prohençals qui eren en les galeres del rey de França feren atressi. E En Roger de Lluria qui viu que no y podien pendre altre consell: «Via! ço dix ell, puix axi es, guart se cascu com mils puxa que no faça mal als seus; e via a ells, en nom de Deus!».
Els dies 3 i 4 de setembre, després de la batalla, la flota francesa va ser derrotada definitivament a Roses. Aquesta victòria va culminar amb la derrota total de l'exèrcit de Felip III a la batalla del Coll de Panissars, assegurant el domini naval catalanoaragonès a tota la Mediterrània.

### Cartoixa
L'interès del Vaticà i de la Inquisició per crear un condomini a la Vallalta va fer que en aquesta zona es canviessin de mans diverses propietats durant el segle xiii. En el cas de Sant Pol, es va afavorir la venda del monestir el 1265 a Guillem de Montgrí, sagristà major de Girona. Els monjos benets van retornar a Lerins i el monestir va quedar desocupat fins que quatre anys més tard, el 1269, Guillem el va cedir a la Cartoixa de Vallparadís; de manera que les terres del monestir a la Vallalta van esdevenir un priorat autònom de l'abadia. D'altra banda, el monestir va ser regit directament pel Vaticà, que nomenà priors procedents de famílies del condomini. Durant aquest període, en les terres propietat del monestir, es van crear diversos pous de llances utilitzats per a la repressió inquisitorial. Hi ha constància que el 1348 i 1367 Jaume Raüll, de la família del Mas Raüll a Sant Cebrià de Vallalta, era prior del monestir.

### Poblament
Quan l'augment de població en la zona va posar en perill l'activitat inquisitorial del condomini, aquesta es va concentrar a Sant Cebrià i abandonà els pous de llances i construí un nou edifici, enllestit el 1430, que substituïa les funcions que s'havien fet al monestir. Així aquest podia ser venut el 1434 a Miquel Teulada, mentre que l'església passava a mans del Bisbat de Girona. La resta del monestir va ser completament derruït i les terres es van vendre a rebassaires i gent de la zona que van anar urbanitzant l'entorn de l'església.

### Guerra de Successió
El 15 de febrer del 1714, durant la Guerra de Successió Espanyola, dues galeres borbòniques van arribar a Sant Pol de Mar que van arrasar la vila: «no van deixar pedra sobre pedra» —diuen els pocs escrits que en fan referència.
Les tropes borbòniques anaven empeses per l'esperit de revenja i els soldats de Felip V no van permetre reconstruir les cases fins ben acabada la guerra. Els homes i dones s'havien d'aixoplugar sota tendes fetes amb mantes i pals que feien a la sorra de la platja, i que havien de recollir a correcuita cada cop que tornaven els enemics.
Un dels pocs textos que han arribat d'aquests fets fins als nostres dies, el va publicar la revista El Santpolench, el març del 1890; i hi afegeix una altra història, amb certs tocs de llegenda, que rebat l'episodi burleta de la frase «Sant Pol, quina hora és?». La tradició malintencionada explica que els prohoms del municipi van fer construir un bonic rellotge de sol, al qual van fer posar un sostre de teula —perquè la meteorologia no el fes malbé— sense adonar-se que no hi passava la pluja, però tampoc el sol. Per als borbònics, els santpolencs eren gent «berganta»; hi ha teories, no confirmades completament, que diuen que d'aquí venen les dites «Sant Pol, la manta i la gent berganta» i «Sant Pol, quina hora és».
| «                                        | 15 de febrer de 1714. Las tropas de Felip V, sitian en Sant Pol als valents voluntaris catalans del regiment de Amill. La valerosa defensa que sostingueren los sanpolenchs contra las tropas francesas que Felip V de Castella portá per implantar l'absolutisme en nostra terra, fou motiu de la destrucció d'aquell poble. Apurant tots los recursos y devant de la superioritat de las del enemich, abandonant lo poble per las donas y’ls vells, se posessionaren los soldats del d'Anjou, de can'N Reig y desde alli foren amos de la població. Pero’ls valents voluntaris manats pel company y amich del general Moragas, En Villar de Sant Pol en numero de 50 homes escullits, se retiraren y’s feren forts en la torre de la Martina que encare avuy s'aixeca á cosa de mitx quart de la població, jurant morir avants que rendirse. Desde allí vegeren aquells valents lo saqueig y crema de la vila, y ‘l cástich imposat á la s campanas que tócaren á somatent que fossen destrossadas, lo mateix que’l rellotge públich. Lo venjatiu monarca prohibí la reedificació del poble; però passada la guerra tornáren á sas llars los sanpolenchs situantse en tendas formadas ab mantas y pals, vora la platja. Tendas que havian d'arrencar mes que depressa refugiantse en las barcas de pescar, cada vegada que’ls executors de la bárbaras ordres del rey butxí anavan pera fer efectiu lo seu cumpliment. Aquells estats de cosas durá algun temps; lo santpolench, lo bergant per la causa del absolutisme, no tenia altre abrich ni sopluig que la manta, y la veu de las campanas del seu rellotge ja no l'avisava del perill de las llibertats de la terra. Allavoras fou quan nasqué l'adagi que es sagell de la glòria pera Sant Pol de Mar: ”A Sant Pol la manta Y la gent berganta” D'allavors data també lo ¿quina hora es?, sátira que recordava i recorda encare aquella terrible hora de la pérdua de las llibertats de la terra catalana. Los fills de Sant Pol s'enfadan al sentir l'infamant pregunta y tenen rahó. ¿Cuant será que ells y nosaltres, los de S. Pol y ‘ls de tot Catalunya podrém contestar als que ‘ns preguntin ¿quina hora es?: La hora de que Catalunya recobri lo perdut. | » |
| — Revista "El Santpolench", març de 1890 | |   |

Una altra explicació sobre la frase «Sant Pol, quina hora és?» la relacionen amb el càstig que Felip V va ordenar contra els santpolencs que s'havien defensat a toc de sometent utilitzant les campanes del poble. Felip V va ordenar que es fonguessin les campanes i no se'n poguessin posar unes altres. Durant molt de temps, castellans i botiflers, per fer escarni i befa dels santpolencs, els demanaven "quina hora és?"

## Demografia
| 1497 f | 1515 f | 1553 f | 1717 | 1787 | 1857  | 1877  | 1887  | 1900  | 1910  |
| ------ | ------ | ------ | ---- | ---- | ----- | ----- | ----- | ----- | ----- |
| -      | -      | 70     | 375  | 992  | 1.483 | 1.408 | 1.471 | 1.249 | 1.492 |

| 1920  | 1930  | 1940  | 1950  | 1960  | 1970  | 1981  | 1990  | 1992  | 1994  |
| ----- | ----- | ----- | ----- | ----- | ----- | ----- | ----- | ----- | ----- |
| 1.571 | 1.658 | 1.613 | 1.723 | 1.845 | 2.041 | 2.248 | 2.535 | 2.469 | 2.469 |

| 1996  | 1998  | 2000  | 2002  | 2004  | 2006  | 2008  | 2010  | 2012  | 2014  |
| ----- | ----- | ----- | ----- | ----- | ----- | ----- | ----- | ----- | ----- |
| 2.819 | 3.170 | 3.594 | 4.035 | 4.464 | 4.773 | 4.970 | 5.076 | 5.073 | 4.997 |

| 2016  | 2018  | 2020  | 2022  | 2024  | 2026 | 2028 | 2030 | 2032 | 2034 |
| ----- | ----- | ----- | ----- | ----- | ---- | ---- | ---- | ---- | ---- |
| 4.951 | 5.178 | 5.428 | 5.680 | 5.834 | -    | -    | -    | -    | -    |

## Cultura popular

### El ball de les morratxes dels Gegants de Sant Pol
El ball de les morratxes el representen els gegants del municipi. Diu la llegenda que un ric morisc (Ben Hassat) es va enamorar d'una fadrina del poble (Mercè de la Murtra) però ella no li corresponia. Aprofitant que al Castell de Santa Florentina hi havia un ball, va aprofitar l'ocasió per regalar-li a la noia una almorratxa. La noia el va rebutjar un cop més i per demostrar-li el seu rebuig, va llençar l'almorratxa al terra i la va fer pedaços.
La peculiaritat del Ball d'Almorratxes dels Gegants de Sant Pol és que Ben Hassat (el gegant) té un braç mòbil que fa que els geganters puguin simular l'ofrena de la morratxa a la geganta (Mercè). La geganta és capaç d'agafar l'almorratxa i llençar-la al terra. El ball de gegants s'acaba quan els infants del poble agafen fragments de la morratxa, que segons diu la llegenda, porta bona sort.

### Sant Pol, quina hora és?
“15 de febrer de 1714. Las tropas de Felip V, sitian en Sant Pol als valents voluntaris catalans del regiment de Amill.
La valerosa defensa que sostingueren los sanpolenchs contra las tropas francesas que Felip V de Castella portá per implantar l’absolutisme en nostra terra, fou motiu de la destrucció d’aquell poble. Apurant tots los recursos y devant de la superioritat de las del enemich, abandonant lo poble per las donas y’ls vells, se posessionaren los soldats del d’ Anjou, de can’N Reig y desde alli foren amos de la població.
Pero’ls valents voluntaris manats pel company y amich del general Moragas, En Villar de Sant Pol en numero de 50 homes escullits, se retiraren y’s feren forts en la torre de la Martina que encare avuy s’aixeca á cosa de mitx quart de la població, jurant morir avants que rendirse.
Desde allí vegeren aquells valents lo saqueig y crema de la vila, y ‘l cástich imposat á la s campanas que tócaren á somatent que fossen destrossadas, lo mateix que’l rellotge públich. Lo venjatiu monarca prohibí la reedificació del poble; però passada la guerra tornáren á sas llars los sanpolenchs situantse en tendas formadas ab mantas y pals, vora la platja. Tendas que havian d’arrencar mes que depressa refugiantse en las barcas de pescar, cada vegada que’ls executors de la bárbaras ordres del rey butxí anavan pera fer efectiu lo seu cumpliment.
Aquells estats de cosas durá algun temps; lo santpolench, lo bergant per la causa del absolutisme, no tenia altre abrich ni sopluig que la manta, y la veu de las campanas del seu rellotge ja no l’avisava del perill de las llibertats de la terra.
A la Web de l'Ajuntament de Sant Pol, s'hi poden trobar altres versions d'aquesta llegenda.

### Dites sobre Sant Pol
- Sant Pol, la manta, quina hora és?
- A Sant Pol són gent de manta
- De Sant Pol, ni dona ni gresol
- A Calella, la botella, a Sant Pol el flabiol, a Canet el tamborino i a ballar de sol a sol.[16]

## Llocs d'interès
- Museu de Pintura de Sant Pol de Mar[17]
- Ermita de Sant Pau

## Agermanament

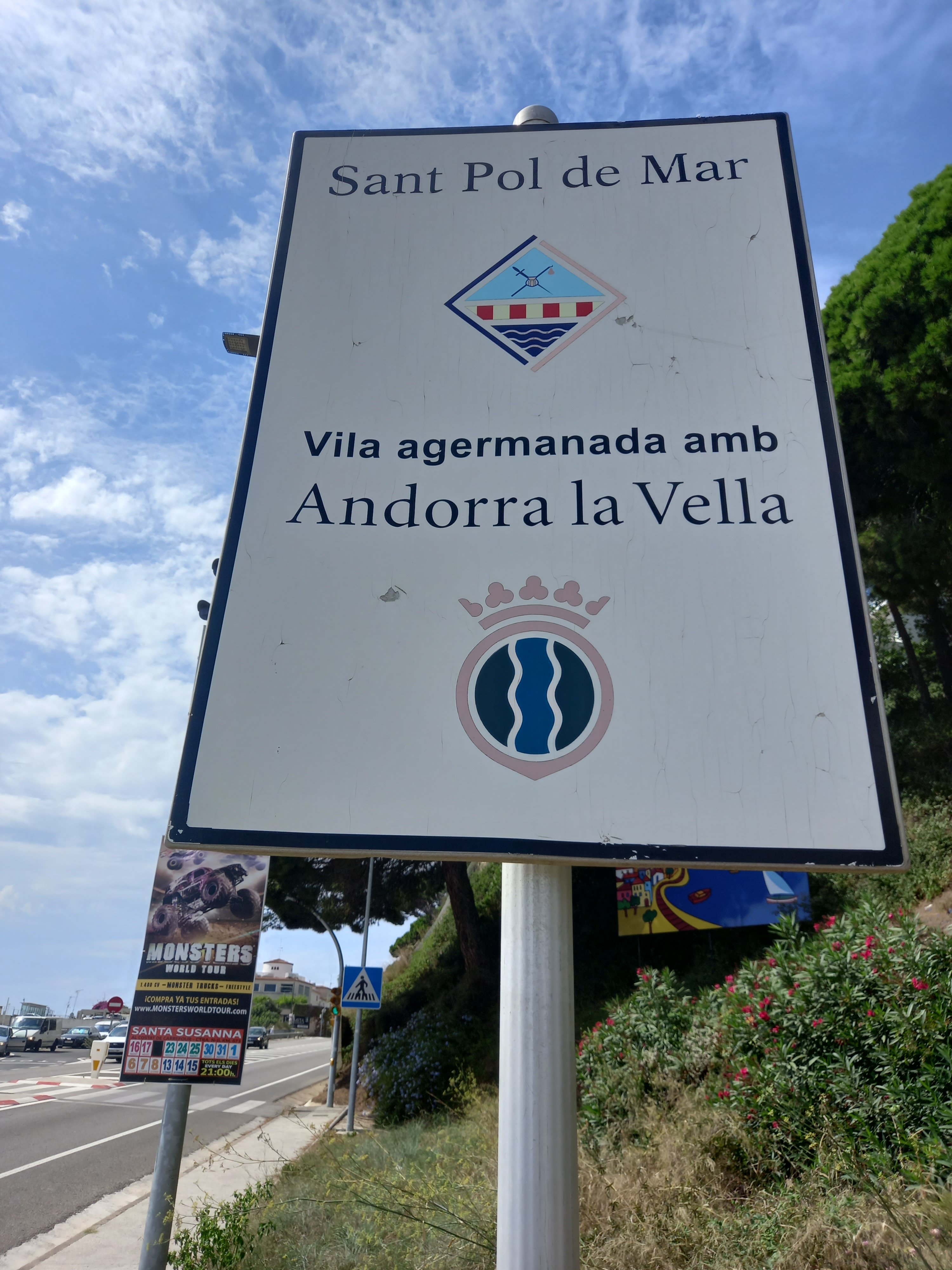
Agermanament

- Andorra la Vella ( Andorra). Sant Pol s'agermanà amb Andorra la Vella, i culminà l'acte en el marc de la festa major de Sant Pol el dia 24 de juliol de 2010, quan fallaires andorrans iniciaren el correfoc de la vila.[18]

## Galeria

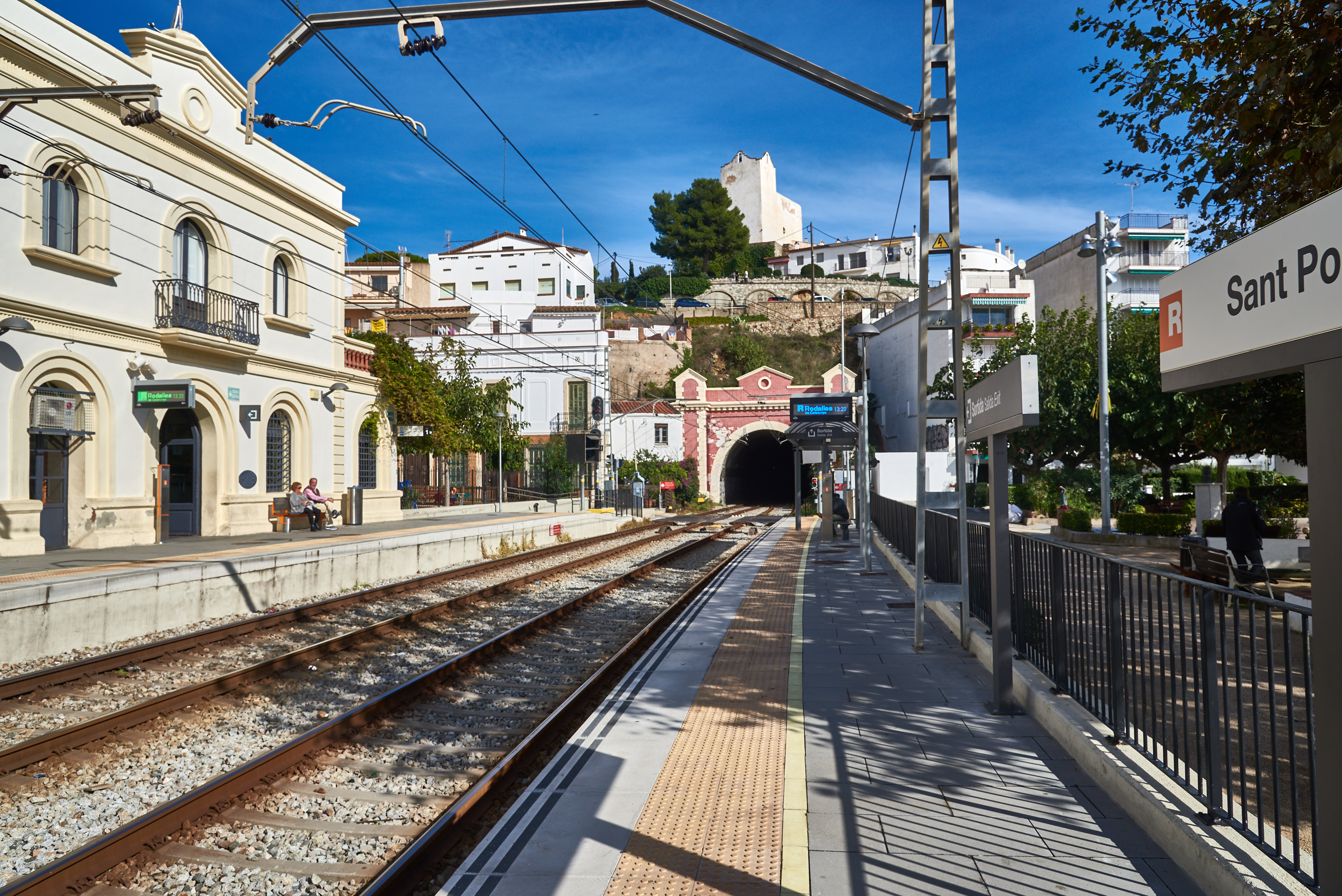
Estació de Sant Pol mirant cap al túnel, Al fons l'església de Sant Pau
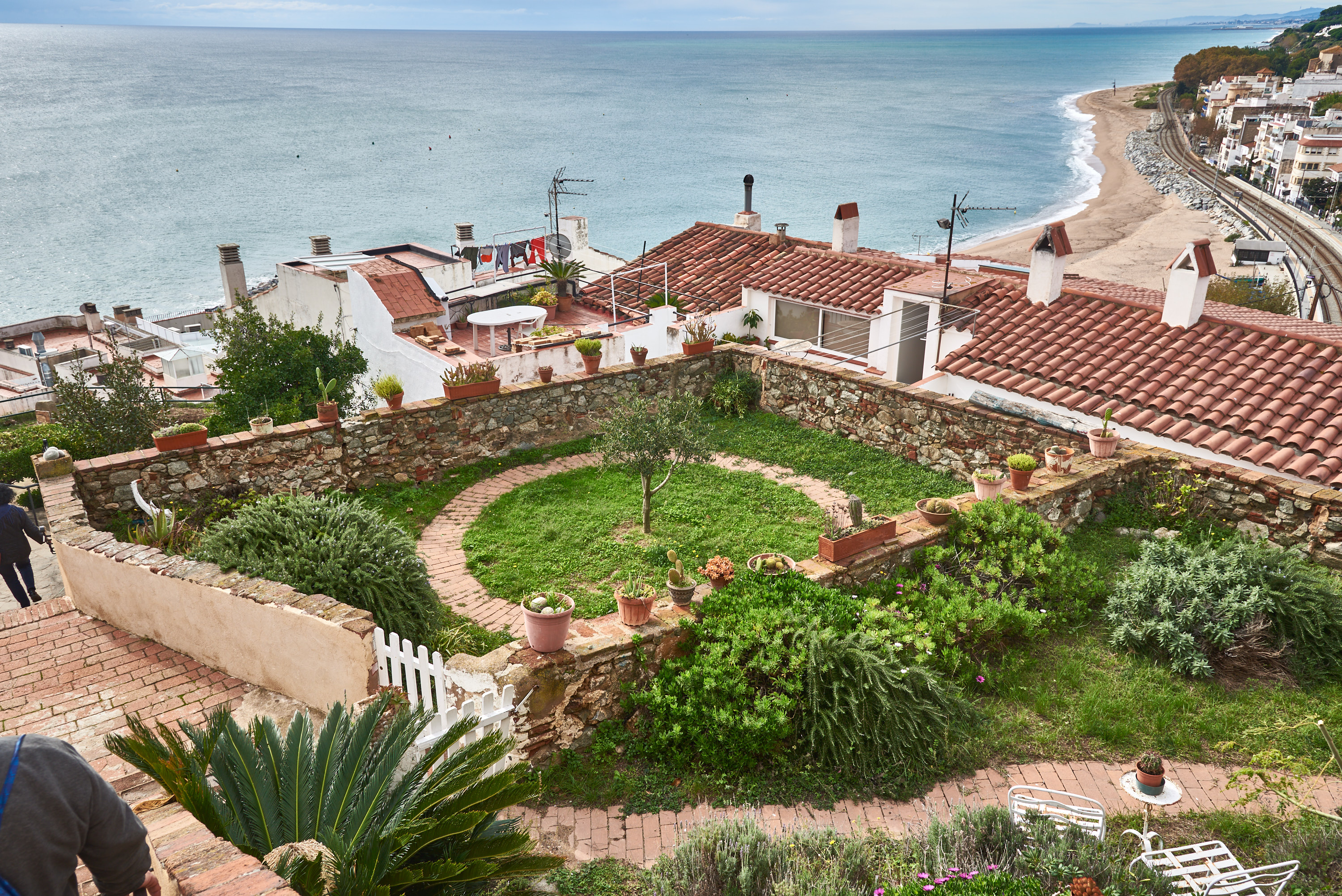
Vista des de Sant Pau, l'ermita de Sant Pol, mirant en direcció Sud.
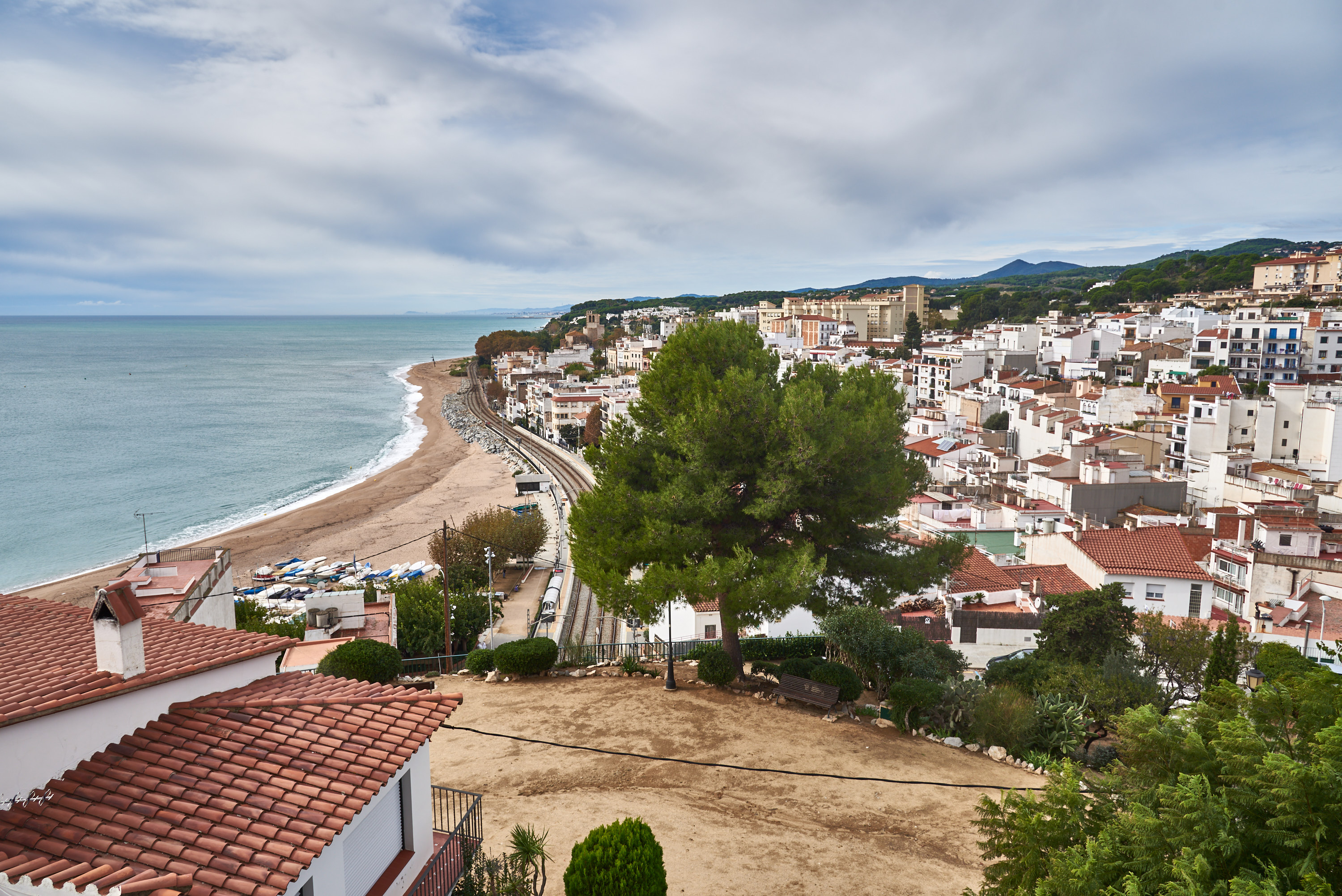
Vista des de Sant Pau, l'ermita de Sant Pol, mirant en direcció Oest.
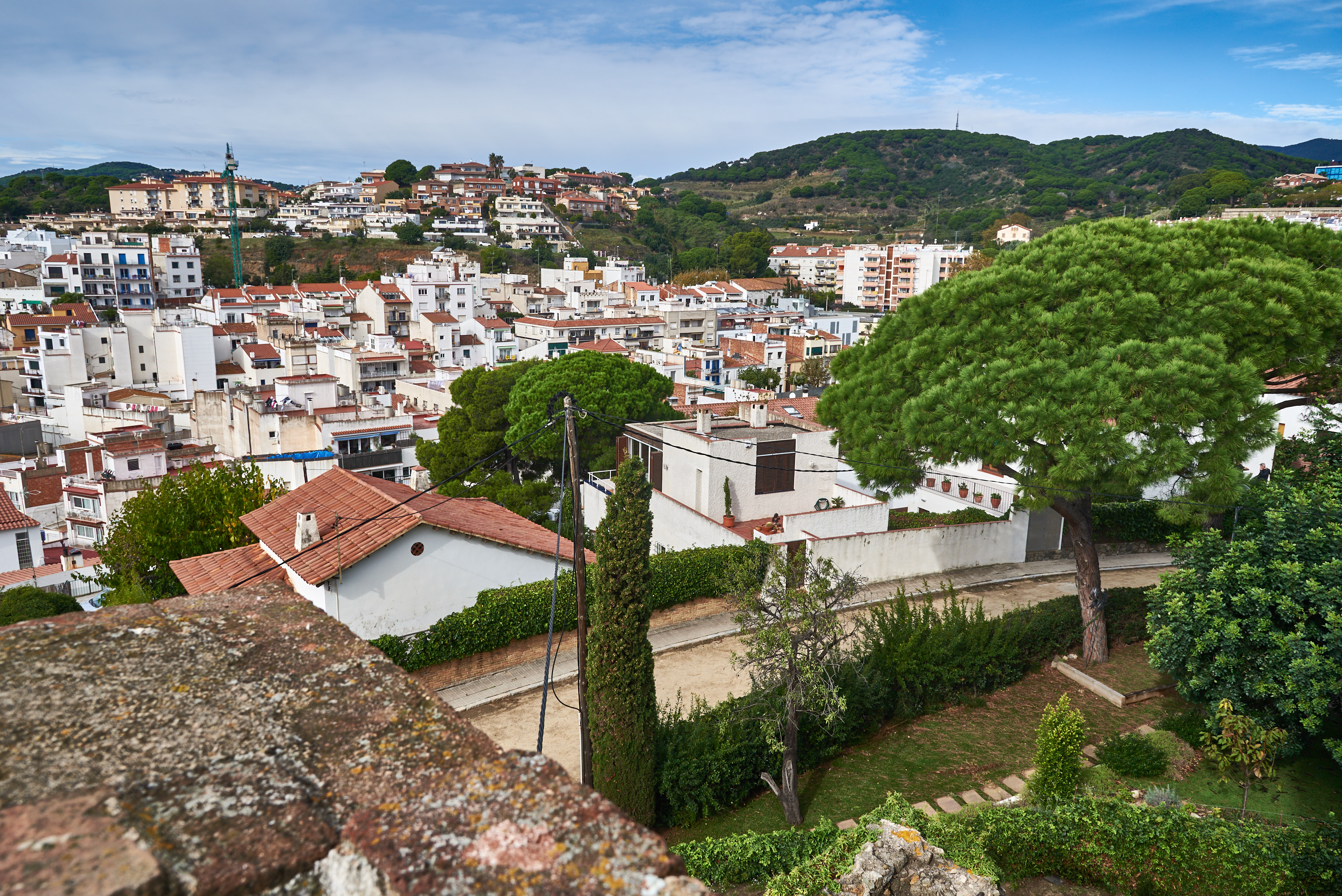
Vista des de Sant Pau, l'ermita de Sant Pol, mirant en direcció NO
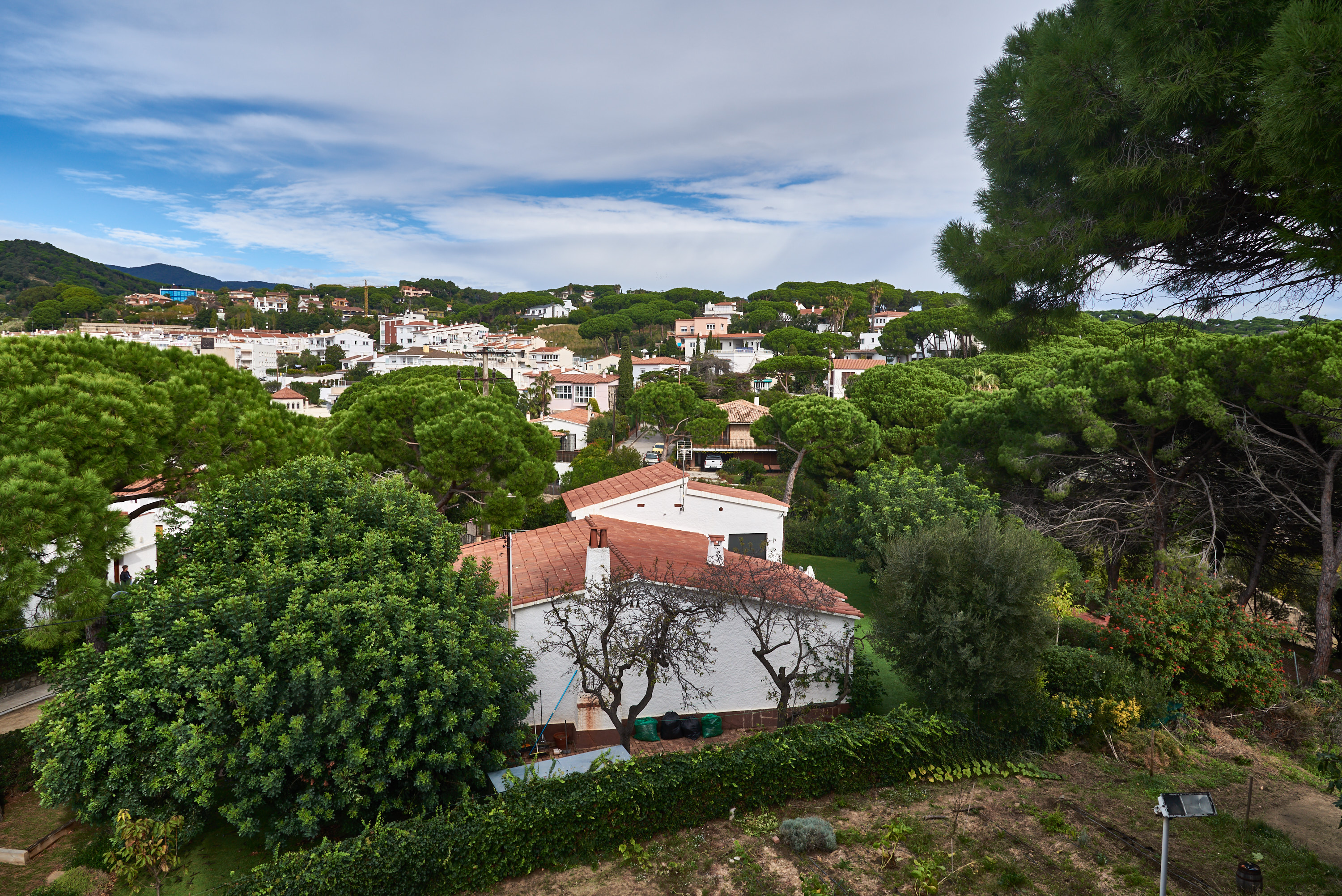
Vista des de Sant Pau, l'ermita de Sant Pol, mirant en direcció NE
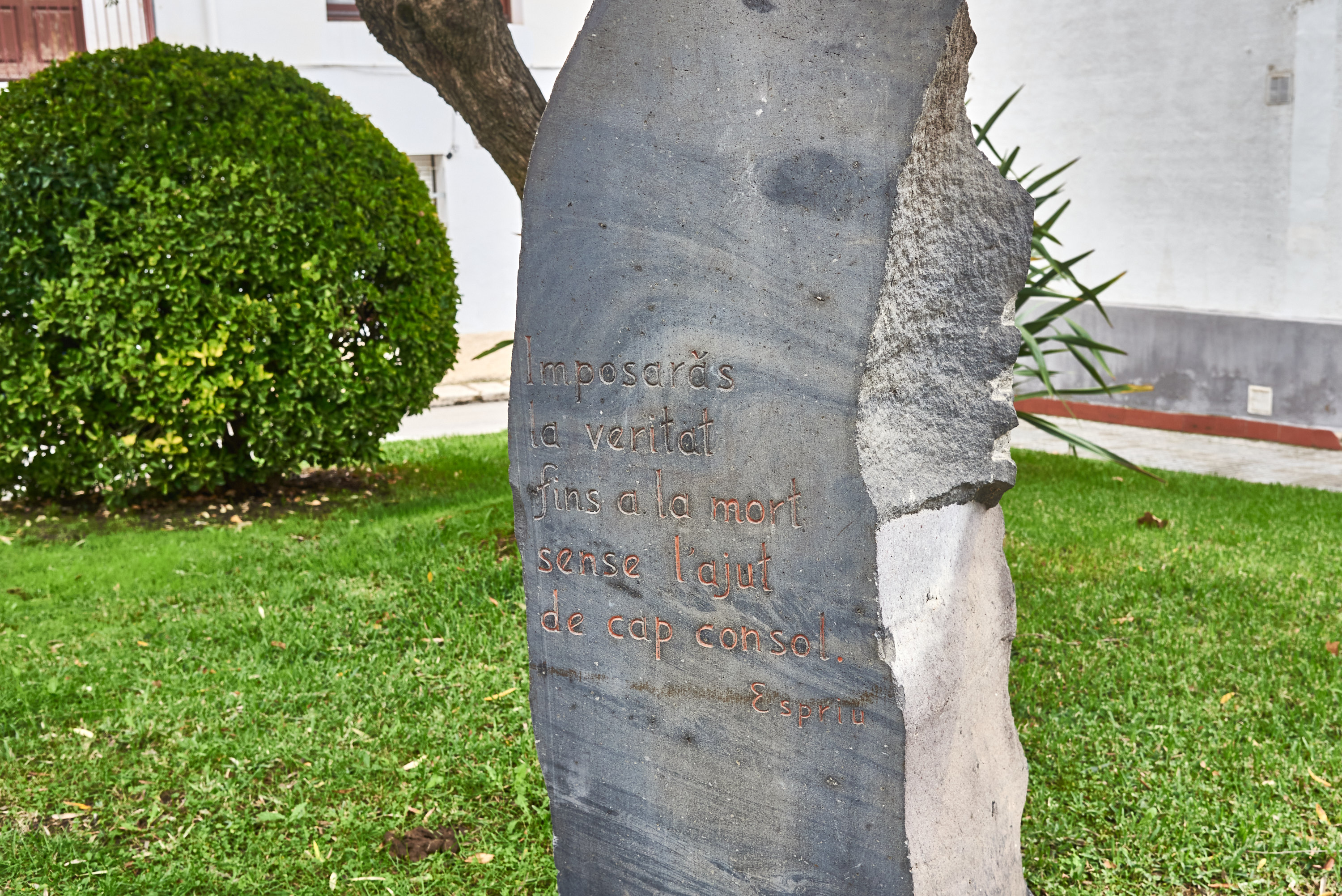
Monòlit a Sant Pol a Salvador Espriu.